# Japonolaeops dentatus
Japonolaeops dentatus är en fiskart som beskrevs av Amaoka, 1969. Japonolaeops dentatus ingår i släktet Japonolaeops och familjen tungevarsfiskar. Inga underarter finns listade i Catalogue of Life.